# Gerald Oshita
Gerald Oshita (* 1942 in Idaho; † 1992) war ein amerikanischer Jazz- und Improvisationsmusiker (Saxophone, Shakuhachi), Komponist und Tontechniker. Er gilt als einer der bahnbrechenden Musiker in der Entwicklung des Asian American Jazz.

## Leben und Wirken
Oshita, der japanischer Abstammung war, lebte in der San Francisco Bay Area. Neben den üblicheren Sopran-, Alt-, Tenor- und Baritonsaxophonen spielte er auch seltenere Holzblasinstrumente in extremen Frequenzbereichen wie das Kontrabass-Sarrusophon und Conn-O-Sax. Zunächst arbeitete er im Bereich des Bluesrock mit Mike Bloomfield und Nick Gravenites sowie mit Southern Comfort, dann Ende der 1960er Jahre im Trio mit Rafael Garrett und Oliver Johnson.
Oshitas bezog sich in seinen späteren Werken sowohl auf Elemente des Jazz als auch auf zeitgenössische klassische Musik; dabei wurde häufig teilweise oder vollständig improvisiert. Mitte der 1970er Jahre nahm er in Tokio mit dem japanischen Jam Rice Sextet und dem Trio von Yōsuke Yamashita auf. Seit 1979 spielte er in Kalifornien mit Roscoe Mitchell und Thomas Buckner im Trio Space. Als Tontechniker war er zeitweise für Richard Teitelbaum und Roscoe Mitchell tätig.
1994 wurde die Gerald Oshita Memorial Fellowship von einem anonymen Spender zum Gedächtnis von Oshita gestiftet. Das Stipendium wurde jährlich, später zweijährlich an einen Komponisten mit asiatischem, afrikanischen, indigenen oder Latino-Wurzeln vergeben.

## Diskographische Hinweise
- Jam Rice Relaxin’ (Frasco 1976, mit Toshinori Kondō, Akira Sakata, Yosuke Yamashita, Hideaki Mochizuki, Shōta Koyama)
- Roscoe Mitchell and the Sound and Space Ensembles (Black Saint, 1983)
- Space An Interesting Breakfast Conversation (1750 Arch Records, 1984)
- Space New Music For Woodwinds And Voice / An Interesting Breakfast Conversation (Mutable Music, 2000; rec. 1981)